# Тепо, Алекс
Алекси́с (Але́кс) Тепо́ (фр. Alexis Thépot; 30 июля 1906, Брест — 20 февраля 1989, Дюнкерк) — французский футбольный вратарь, участник Олимпиады 1928, чемпионатов мира 1930 и 1934 годов.

## Карьера

### Клубная
Воспитанник клуба «Арморикен де Брест». Большую часть карьеры игрока провёл в парижском «Ред Стар», в составе которого в 1928 году стал обладателем Кубка Франции.

### В сборной
Выступал за сборную Франции с 1927-го по 1935 год. Дебютировал 26 мая 1927 года в товарищеском матче со сборной Англии, в котором пропустил 6 мячей. Однако уже следующий свой матч — 21 февраля 1928 года с Ирландией Алекс Тепо отстоял «на ноль».
В 1930 году Тепо в составе сборной принял участие в первом чемпионате мира. Уже в первом тайме матча с Мексикой голкипер был вынужден покинуть поле из-за травмы, и место в воротах французов занял полузащитник Огюстен Шантрель. Восстановившись после травмы, Тепо сыграл 2 оставшихся матча группового турнира, проигранных французами с одинаковым счётом 0:1. В последнем матче своей сборной на турнире — против сборной Чили Алекс Тепо при счёте 0:0 парировал пенальти.
Всего Алекс Тепо провёл за сборную 31 матч, из которых 4 на чемпионатах мира, 1 на Летних Олимпийских Играх и 1 в рамках отборочного турнира к чемпионату мира.  В 13 матчах Тепо был капитаном сборной.

## Статистика
| Матчи Тепо за сборную Франции | Матчи Тепо за сборную Франции | Матчи Тепо за сборную Франции | Матчи Тепо за сборную Франции | Матчи Тепо за сборную Франции | Матчи Тепо за сборную Франции | Матчи Тепо за сборную Франции |
| ----------------------------- | ----------------------------- | ----------------------------- | ----------------------------- | ----------------------------- | ----------------------------- | ----------------------------- |
| №                             | Дата                          | Оппонент                      | Счёт                          | Пропущено голов               | Соревнование                  |                               |
| 1                             | 26 мая 1927                   | Англия                        | 0-6                           | 6                             | Товарищеский матч             |                               |
| 2                             | 21 февраля 1928               | Ирландия                      | 4-0                           | 0                             | Товарищеский матч             |                               |
| 3                             | 11 марта 1928                 | Швейцария                     | 3-4                           | 4                             | Товарищеский матч             |                               |
| 4                             | 29 апреля 1928                | Португалия                    | 1-1                           | 1                             | Товарищеский матч             |                               |
| 5                             | 13 мая 1928                   | Чехословакия                  | 0-2                           | 2                             | Товарищеский матч             |                               |
| 6                             | 17 мая 1928                   | Англия                        | 1-5                           | 5                             | Товарищеский матч             |                               |
| 7                             | 29 мая 1928                   | Италия                        | 3-4                           | 4                             | ОИ—1928                       |                               |
| 8                             | 9 мая 1929                    | Англия                        | 1-4                           | 4                             | Товарищеский матч             |                               |
| 9                             | 19 мая 1929                   | Югославия                     | 1-3                           | 3                             | Товарищеский матч             |                               |
| 10                            | 11 мая 1930                   | Чехословакия                  | 2-3                           | 3                             | Товарищеский матч             |                               |
| 11                            | 18 мая 1930                   | Шотландия                     | 0-2                           | 2                             | Товарищеский матч             |                               |
| 12                            | 25 мая 1930                   | Бельгия                       | 2-1                           | 1                             | Товарищеский матч             |                               |
| 13                            | 13 июля 1930                  | Мексика                       | 4-1                           | 0                             | ЧМ—1930                       |                               |
| 14                            | 15 июля 1930                  | Аргентина                     | 0-1                           | 1                             | ЧМ—1930                       |                               |
| 15                            | 19 июля 1930                  | Чили                          | 0-1                           | 1                             | ЧМ—1930                       |                               |
| 16                            | 7 декабря 1930                | Бельгия                       | 2-2                           | 2                             | Товарищеский матч             |                               |
| 17                            | 25 января 1931                | Италия                        | 0-5                           | 5                             | Товарищеский матч             |                               |
| 18                            | 15 февраля 1931               | Чехословакия                  | 1-2                           | 2                             | Товарищеский матч             |                               |
| 19                            | 15 марта 1931                 | Германия                      | 1-0                           | 0                             | Товарищеский матч             |                               |
| 20                            | 14 мая 1931                   | Англия                        | 5-2                           | 2                             | Товарищеский матч             |                               |
| 21                            | 29 ноября 1931                | Нидерланды                    | 3-4                           | 4                             | Товарищеский матч             |                               |
| 22                            | 20 марта 1932                 | Швейцария                     | 3-3                           | 3                             | Товарищеский матч             |                               |
| 23                            | 8 мая 1932                    | Шотландия                     | 1-3                           | 3                             | Товарищеский матч             |                               |
| 24                            | 11 марта 1934                 | Швейцария                     | 0-1                           | 1                             | Товарищеский матч             |                               |
| 25                            | 25 марта 1934                 | Чехословакия                  | 1-2                           | 2                             | Товарищеский матч             |                               |
| 26                            | 15 апреля 1934                | Люксембург                    | 6-1                           | 1                             | ОЧМ—1934                      |                               |
| 27                            | 10 мая 1934                   | Нидерланды                    | 5-4                           | 4                             | Товарищеский матч             |                               |
| 28                            | 27 мая 1934                   | Австрия                       | 2-3                           | 3                             | ЧМ—1934                       |                               |
| 29                            | 16 декабря 1934               | Югославия                     | 3-2                           | 2                             | Товарищеский матч             |                               |
| 30                            | 24 января 1935                | Испания                       | 0-2                           | 2                             | Товарищеский матч             |                               |
| 31                            | 17 марта 1935                 | Германия                      | 1-3                           | 3                             | Товарищеский матч             |                               |

## Достижения
- Обладатель Кубка Франции (1): 1927/28